# 鮑氏極鱈
鮑氏極鱈為輻鰭魚綱鱈形目鱈科極鱈屬的其中一種，分布於北大西洋及北極圈海域，體長可達55.6公分，棲息在底層水域，可作為食用魚。